# Музика Соломонових Островів
Музика Соломонових Островів — частина традиційної музики Океанії, що виділяються активним використанням сопілок. Ця музика мала великий вплив і на сусідні країни. Основна увага міжнародної спільноти традиційна музика островів привернула після здобуття країною незалежності від Великої Британії в 1978 році.

## Народна музика

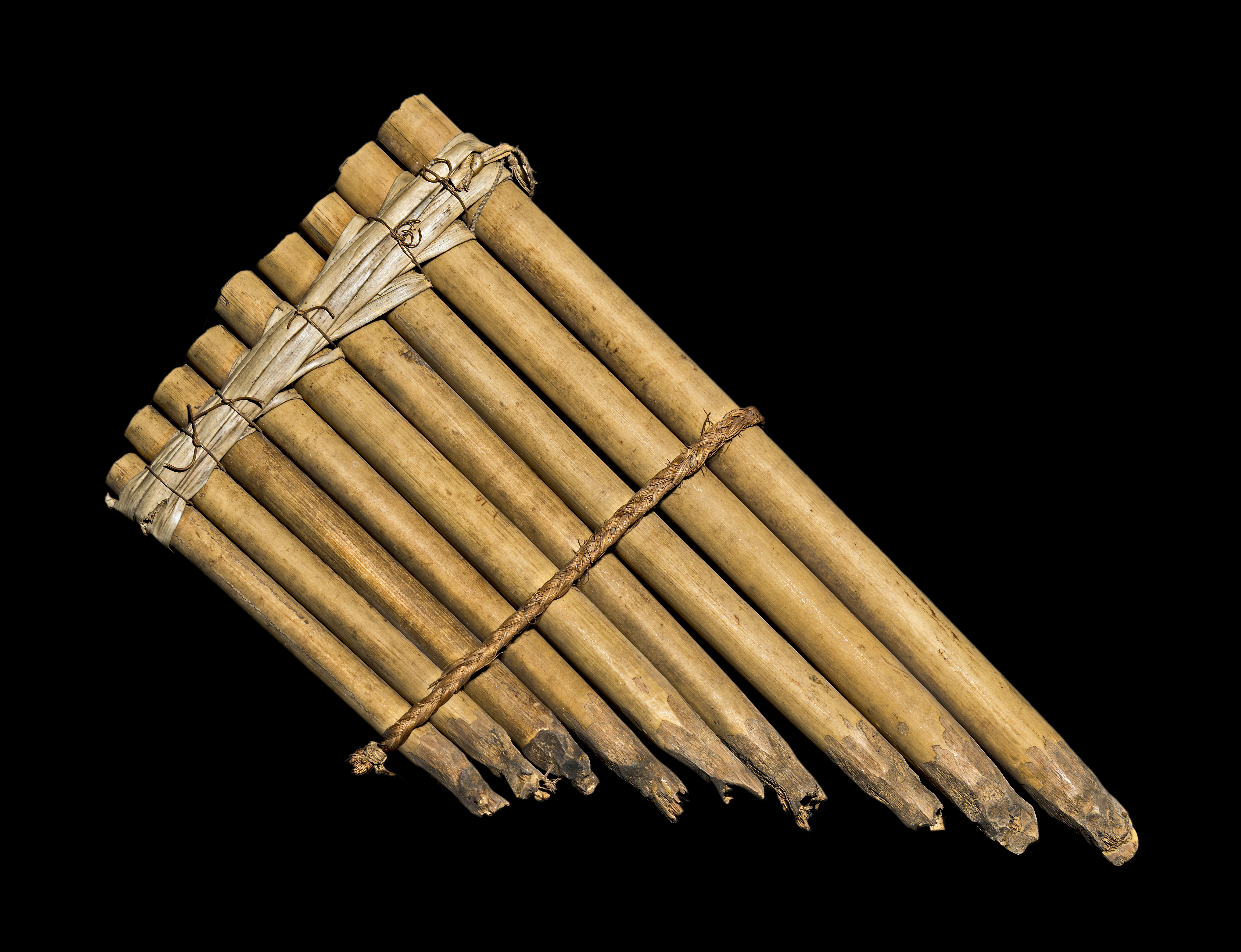
Флейта Пана XIX століття зі Соломонових Островів

На Соломонових островах традиційна меланезійська музика представлена груповим або сольним вокалом, ансамблями щілинних барабанів і флейт. Оркестри виконавців на флейтах Пана відомі на Малаїті та Гуадалканалі, у них налічується до десяти виконавців з інструментами, що мають унікальні налаштування.

## Популярна музика
У 1920-х роках у декількох країнах популяризувалась «бамбукова музика», у якій звук створюється за допомогою ударів по отворах відкритих бамбукових трубок різного розміру, первісно кокосовою шкаралупою. Упродовж 1960-х років американські солдати завезли на Соломонові Острови сандалі, які замінили шкарлупи, а музика поширилася в Папуа-Новій Гвінеї.
У 1950-х роках Едвін Нанау Сіторі написав пісню «Walkabout long Chinatown», що стала популярною у всьому Тихоокеанському регіоні та названа урядом Соломонових Островів неофіційною гімном держави.
Сучасна музика Соломонових Островів представлена різними видами року й реггі, а також так званої «острівної музики», що виконується на гітарах і укулеле та знаходиться під впливом полінезійської й християнської музики.
Традиційний меланезійський хоровий спів яскраво відображений у саундтреку до фільму «Тонка червона лінія», що присвячений битві за Гуадалканал.

### Rorogwela
У 1969—1970 роках музичний етнограф Хуго Цемп зафіксував ряд місцевих композицій, які були випущені на вінілі в 1973 році як частина збірника UNESCO Musical Sources. Одна з пісень, колискова під назвою «Rorogwela», виконана Афунаквой (англ. Afunakwa), жінкою з півночі острова Малаїта, була використана як вокальний семпл для синглу 1992 року «Sweet Lullaby» французьким дуетом «Deep Forest». Композиція стала світовим хітом, але зазнає критики за неузгоджене привласнення чужих записів музики, викликавши цим деякі суперечки.

## Музиканти
До відомих представників музики Соломонових Островів є:
- Sharzy
- Narasirato
- Onetox
- Rosie Delmah
- Dezine